# Концерт для фортепиано с оркестром № 1 (Мендельсон)
Концерт для фортепиано с оркестром № 1 соль минор, соч. 25 ― произведение Феликса Мендельсона, написанное им в период с 1830 по 1831 год в Риме ― примерно в то же время, что и Четвёртая симфония. Премьера пьесы состоялась в Мюнхене 17 октября 1831 года, тогда солистом был сам композитор (на этом концерте также были исполнены его Первая симфония и увертюра из оперы «Сон в летнюю ночь»). Произведение было сочинено вскоре после того, как композитор встретил пианистку Дельфину фон Шаурот (концерт посвящён ей).
Хотя Мендельсон сказал о концерте: «Я написал его всего за несколько дней и очень небрежно», он был чрезвычайно популярен — отчасти благодаря виртуозному исполнению Клары Шуман и Ференца Листа.

## Структура
Концерт состоит из трёх частей:
- Molto allegro con fuoco. Тональность части ― соль минор. Она начинается с нескольких тактов оркестрового tutti, после которого вступает фортепиано.

- Andante. Написана в ми мажоре и начинается с мотива в исполнении струнных. Средний раздел этой части написан в си мажоре и контрастирует по характеру с остальными разделами.

- Presto — Molto allegro e vivace. Состоит из двух разделов: мелодия первого напоминает звучание фанфар, второй представляет собой рондо.

## Исполнительский состав
- фортепиано
- 2 флейты
- 2 гобоя
- 2 кларнета
- 2 фагота
- 2 валторны
- 2 трубы
- литавры
- струнные